# 49106 Janry
49106 Janry è un asteroide della fascia principale. Scoperto nel 1998, presenta un'orbita caratterizzata da un semiasse maggiore pari a 2,601760 UA e da un'eccentricità di 0,149661, inclinata di 4,512415° rispetto all'eclittica.